# Catagramma astartoides
Catagramma astartoides är en fjärilsart som beskrevs av Dillon 1948. Catagramma astartoides ingår i släktet Catagramma och familjen praktfjärilar. Inga underarter finns listade i Catalogue of Life.